# Jean-Joseph Espercieux
Jean-Joseph Espercieux (Marsiglia, 22 luglio 1757 – Parigi, 6 maggio 1840) è stato uno scultore francese.

## Biografia
Figlio di un mastro falegname marsigliese, Jean-Joseph Espercieux si trasferì a Parigi nel 1774 per studiare pratica artistica. All'Académie royale de peinture et de sculpture, ha studiato disegno con Jacques-Louis David (1748-1825) e scultura con Charles-Antoine Bridan (1730-1805). Frequentò anche gli studi di Jean Joseph Foucou, Pierre Julien e Philippe-Laurent Roland. Fortemente repubblicano, prese parte alla rivoluzione francese e aderì al giacobinismo. Inoltre, venne nominato presidente della società popolare e repubblicana delle arti. Espercieux riteneva che ci fossero due modi di rappresentare la rivoluzione: le rappresentazioni collettive nello spazio pubblico e i tratti individuali.
Egli espose con regolarità al Salone dal 1793. Venne scelto per diverse commissioni, soprattutto dopo il 1803, quando ottenne uno studio al museo dei monumenti francesi, ospitato nell'antico convento degli agostiniani, che dopo la chiusura del museo nel 1816 divenne l'odierna scuola di belle arti. Scolpì il busto di Cicerone, una statua di Mirabeau, e nel 1810 realizzò il bassorilievo della Battaglia d'Austerlitz per l'arco di Trionfo del Carrousel, oltre ai bassorilievi della fontana della Pace a Parigi.
Durante la Restaurazione, ottenne ancora degli appalti pubblici, in particolare la statua monumentale di Sully eretta per la prima volta a Parigi sul pont de la Concorde, nel 1828, e attualmente situata a Rosny-sur-Seine.

## Opere
Opere maggiori di Jean-Joseph Espercieux:
- 1803: Busto di Cicerone, castello di Fontainebleau;
- 1806: Donna greca che si prepara ad entrare nel bagno, Museo Calvet a Avignone;
- inizi del XIX secolo: Attributi delle vittorie dell'Ovest, Arco di Trionfo, Parigi;
- 1807 circa: La Scienza; L'Agricoltura; Il Commercio; La Pace e le Arti, Fontana della Pace, Parigi;
- 1810: La battaglia di Austerlitz, Arco di Trionfo del Carrousel a Parigi;
- 1828: Statua di Sully, Rosny-sur-Seine.

## Galleria d'immagini

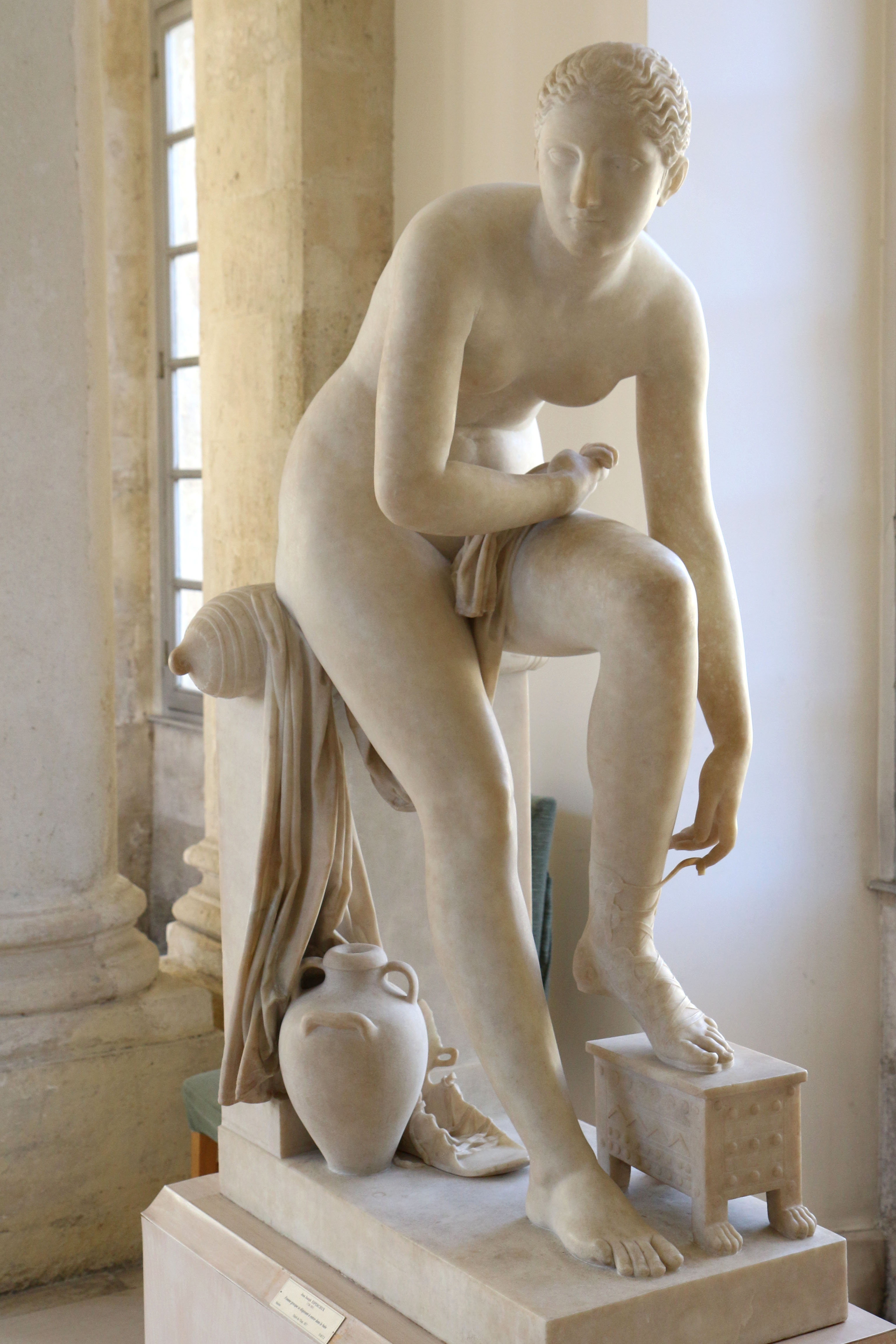
Donna greca che si prepara ad entrare nel bagno, Museo Calvet a Avignone, 1806
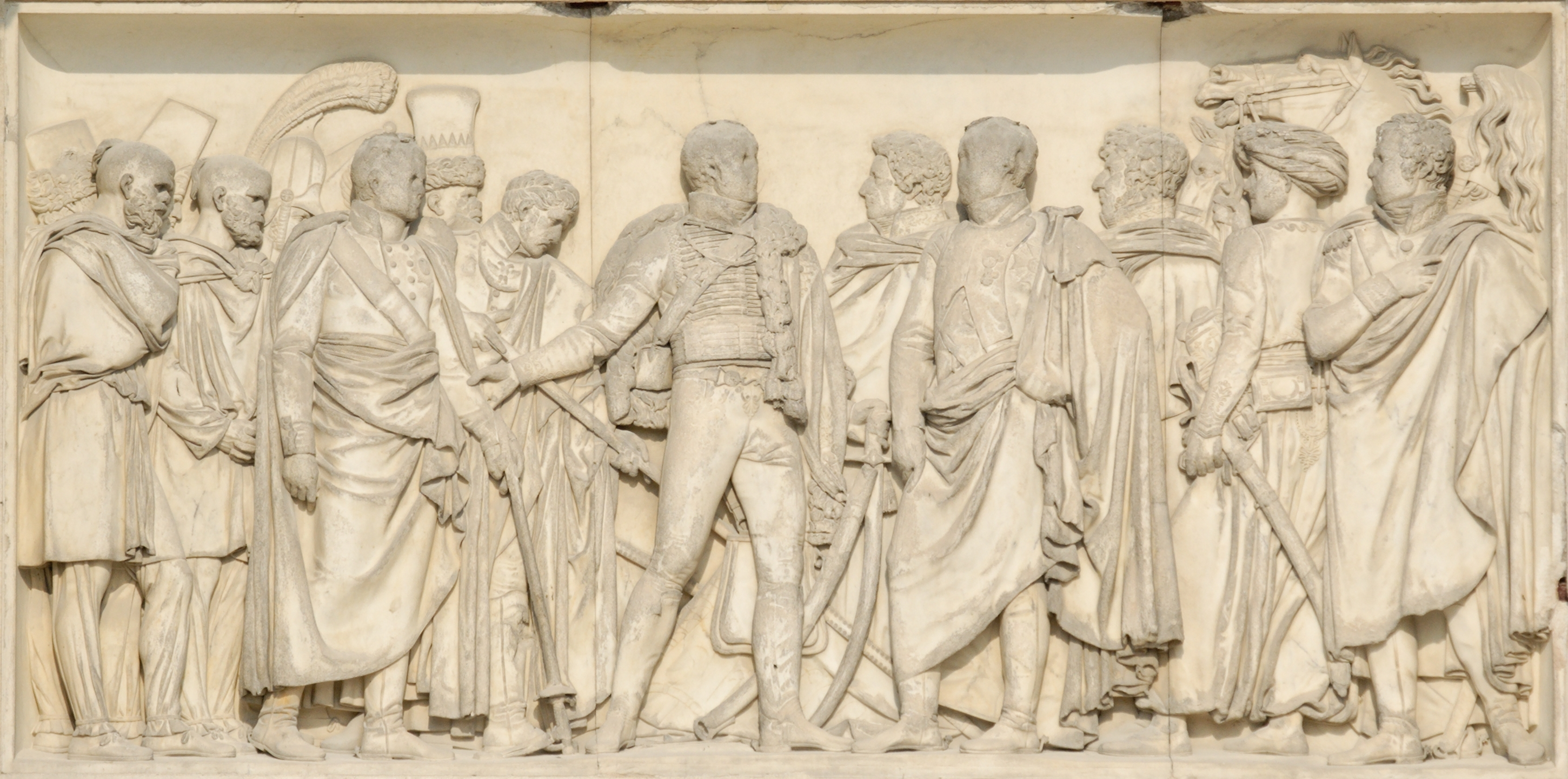
La battaglia di Austerlitz, Arco di Trionfo del Carrousel a Parigi, 1810
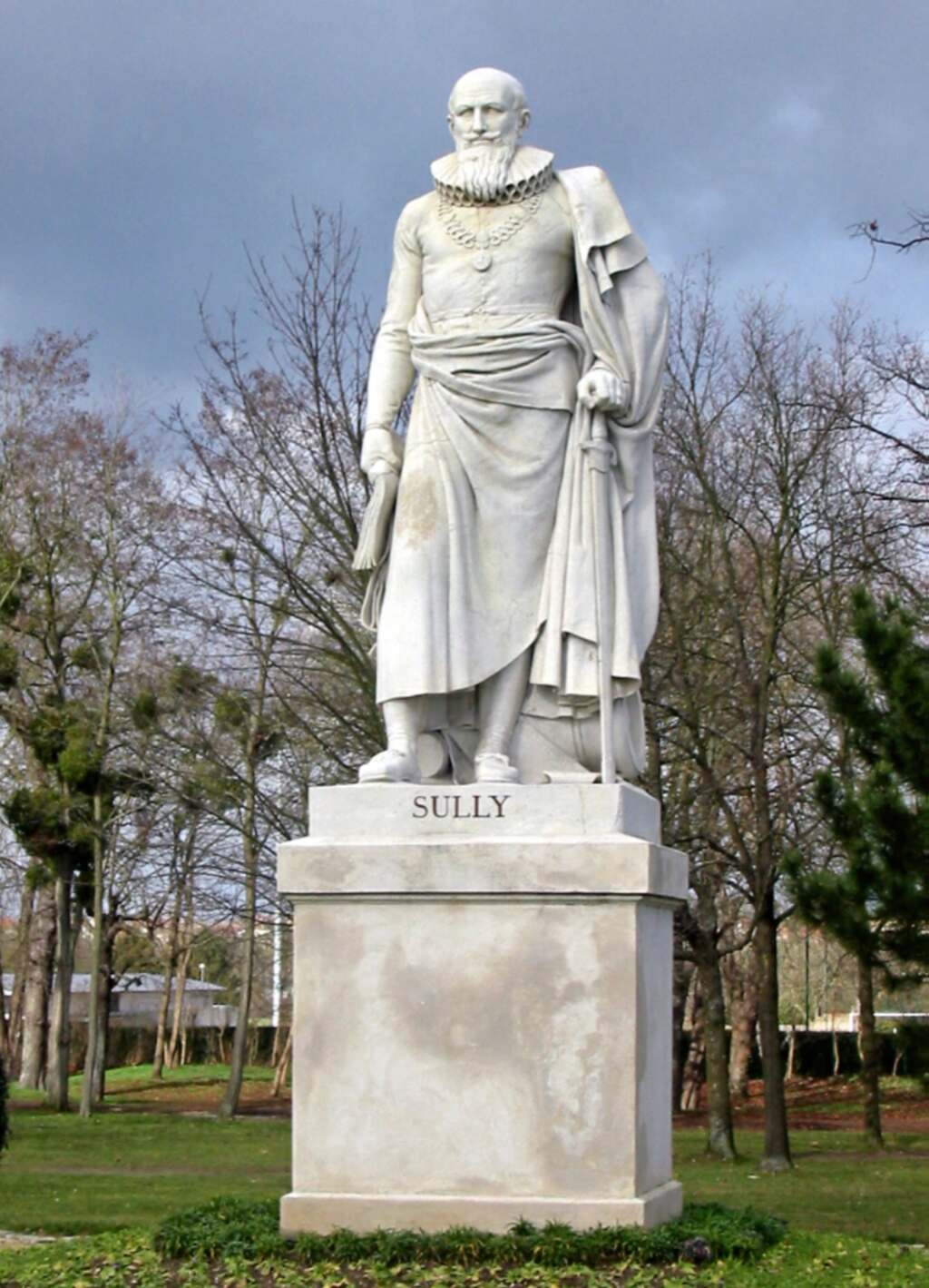
Statua di Sully, Rosny-sur-Seine, 1828